# Azen (dierkunde)
Azen is het zoeken naar eetbare bestanddelen die aas worden genoemd. Aaseters zijn bijvoorbeeld zoogdieren zoals de hyena's, vogels zoals aasgieren, of sommige insecten.
Wanneer vissen, zoals karper, brasem, zeelt of andere soorten, azen, dus voedsel zoeken, dan is dit zichtbaar door soms lange sporen van luchtbellen. Aan de grootte van de luchtbellen en ook aan de frequentie waarop deze naar de oppervlakte komen kan een ervaren sportvisser vaak zien om wat voor soort vis het gaat. Grote trossen bellen met daarbij vaak modder van de bodem wijst vaak op karper terwijl kleinere bellen meestal afkomstig zijn van brasem dan wel een kleine karper. Bij kleinere trossen van zeer kleine luchtbelletjes kan het gaan om zeelt.